# Afroplitis
Afroplitis é um gênero de traça pertencente à família Arctiidae.

## Espécies
- Afroplitis bergeri
- Afroplitis dasychirina
- Afroplitis dasychiroides
- Afroplitis dierli
- Afroplitis orestes
- Afroplitis phyllocampa
- Afroplitis politzaria
- Afroplitis pylades
- Afroplitis quadratus